# 村久野村
村久野村（むらくのむら）は、愛知県葉栗郡にあった村。現在の江南市の一部にあたる。

## 地理
犬山扇状地に位置していた。

## 歴史
- 江戸時代は尾張藩領、北方代官所支配であった[2]。
- 1889年（明治22年）10月1日、町村制の施行により、葉栗郡村久野村が単独で村制施行し、村久野村が発足[1][2]。大字は編成せず[2]。
- 1906年（明治39年）5月10日、葉栗郡草井村、小鹿村と合併し、草井村が存続して廃止された[1][2]。合併後、草井村村久野となる[2]。

### 地名の由来
『和名抄』に記載の村国郷にちなむ。

## 産業
- 農業[2]